# Walter Lübcke
Walter Lübcke   (Bad Wildungen, 22 d'agost de 1953 - Wolfhagen i Istha, 2 de juny de 2019) fou un polític local alemany del land de Hessen i membre de la Unió Democràtica Cristiana.
El 2 de juny de 2019 fou assassinat a casa seva per un extremista neonazi, Stephan Ernst. Ernst va ser arrestat el 15 de juny de 2019, i confessà el delicte el 25 de juny de 2019. El Fiscal Federal va classificar l'assassinat com un assassinat polític.

## Biografia
Després de cursar els estudis primaris i secundaris a Edertal, va cursar una formació professional de dos anys a Bad Wildungen el 1969 i posteriorment va treballar breument en un banc local. Durant el seu servei militar voluntari entre el 1975 i el 1983, va completar la seva formació en gestió de recursos humans. Paral·lelament, va estudiar a la Universitat de Kassel del 1981 al 1986, i es va llicenciar en economia. El 1991, va defensar amb èxit la seva tesi doctoral sobre "Els primers intents de planificació econòmica a la Unió Soviètica: 1924-1928; Socialisme entre utopia i pragmatisme".

## Carrera política
Lübcke va ser president del districte governamental (Regierungsbezirk) de Kassel, un dels tres de l'estat federal de Hesse, durant 10 anys.
Lübcke era conegut per estar a favor de l'acollida de persones migrants. Va rebre amenaces de mort després de declarar que les persones eren lliures de deixar el país si s'oposaven a ajudar a aquelles persones que sol·licitaven asil.

## Assassinat
El 2 de juny de 2019, Lübcke va ser trobat mort a la terrassa de la seva residència al barri d'Istha, a Wolfhagen, Hessen. Havia rebut un tret al cap a poca distància.
El 15 de juny de 2019, el sospitós Stephan Ernst de 45 anys va ser arrestat. Es coneixia que Ernst era d'ideologia d'extrema dreta i tenia vincles amb el Partit Nacional Demòcrata d'Alemanya (NPD) i la branca alemanya del grup terrorista neonazi britànic Combat 18 (C18). Ernst havia estat abans condemnat per atacs de ganivet i bomba contra minories ètniques a Alemanya.

### Conseqüències
Amb la mort de Lübcke, es va organitzar una manifestació a la ciutat de Kassel, on van assistir fins a 10.000 sota el lema "#FlagForDiversity" i "Junts som forts".
Durant la investigació dels fets, dues persones més, Elmar J. ii Markus H, van ser arrestades, sospitoses de col·laborar en l'assassinat.
Una investigació de l'Oficina Federal per la Protecció de la Constitució (BfV) va descobrir una xarxa amb munició, armes de foc i bosses de morts, així com "llistes per matar" dirigides a diversos polítics després de l'adquisició d'un base de dades de 25.000 noms.